# Хенгјанг
Хенгјанг (衡阳) град је Кини у покрајини Хунан. Према процени из 2009. у граду је живело 753.534 становника.

## Становништво
Према процени, у граду је 2009. живело 753.534 становника.
| 1990.   | 2000.   | 2009    |
| ------- | ------- | ------- |
| 579.991 | 746.249 | 753.534 |